# 薩姆斯二世
薩姆斯二世（公元前130年－前109年在位），科馬基尼王國第二任國王，托勒密厄斯之子及繼承人。
薩姆斯在位期間下令興建撒摩撒他（Samosata）城堡（現淹沒在土耳其Ataturk Baraji水壩之下）。薩姆斯二世卒於公元前109年，妻子名字不詳，他的兒子及繼承人名叫米特里達梯一世。